# Дебрё, Жерар
Жерар Люсьен Викто́р Дебрё (фр. Gerard Lucien Victor Debreu; 4 июля 1921, Кале, Франция — 31 декабря 2004, Париж) — американский экономист французского происхождения. Лауреат Нобелевской премии по экономике 1983 года «за вклад в понимание теории общего равновесия и условий, при которых существует общее равновесие».
Член Национальной академии наук США (1977) и Американской академии искусств и наук (1970), иностранный член Французской академии наук (1984).

## Биография
Изучал математику в Высшей нормальной школе Парижа в 1941—1946 годах, с перерывом в 1944—1945 годах, когда служил во французской армии. В конце 1940-х годах переключился на изучение экономики. С 1950 года работал в Чикагском университете. Затем преподавал в Йельском и Калифорнийском университетах. Подписал «Предупреждение человечеству» (1992).
Президент Эконометрического общества (1971). Президент Американской экономической ассоциации в 1990 году.
В 1945 году женился на Франсуазе Блед; пара имела две дочери. С 1975 года гражданин США.
Жерар  Дебрё умер в 12-м округе Парижа в возрасте восьмидесяти трёх лет в канун нового 2005 года. Похоронен на кладбище Пер-Лашез.

## Сочинения
- «Рыночное равновесие» (Market Equilibrium, 1956).
- Теория ценности: аксиоматический анализ экономического равновесия = Theory of Value: An Axiomatic Analysis of Economic Equilibrium. (1959) / пер. с англ. М. И. Левина и И. М. Агеевой: под науч. ред. М. И. Левина. — М.: Издательский дом «Дело» РАНХиГС, 2018. — 240 с. — ISBN 978-5-7749-1352-7
- «Математическая экономика: двадцать статей Жерара Дебре» (Mathematical Economics: Twenty Papers of Gerard Debreu, 1983).